# Mario Pani (architetto)
Mario Pani Darqui (Città del Messico, 29 marzo 1911 – Città del Messico, 23 febbraio 1993) è stato un architetto messicano.

## Biografia
Pani nacque da una famiglia di italo-messicani emigrati nel Messico a fine Ottocento. Si laureò a pieni voti in Francia e prese come suo modello in architettura lo svizzero-francese Le Corbusier. Morì a 82 anni, dopo avere ottenuto i massimi traguardi nell'architettura messicana.

## Opere
Pani fu un grande innovatore della morfologia urbana di Città del Messico, promuovendo e disegnando 136 progetti fra i quali si possono ricordare:
- Ciudad Satelite (che progettò assieme a Domingo Garcia Ramos e Josè Luis Cuevas)
- Tlatelolco
- I Multifamiliari Juarez e Miguel Aleman
- Il condomino del Paseo della Reforma (il primo nel suo genere in Messico)
- La Torre Insignia a Città del Messico

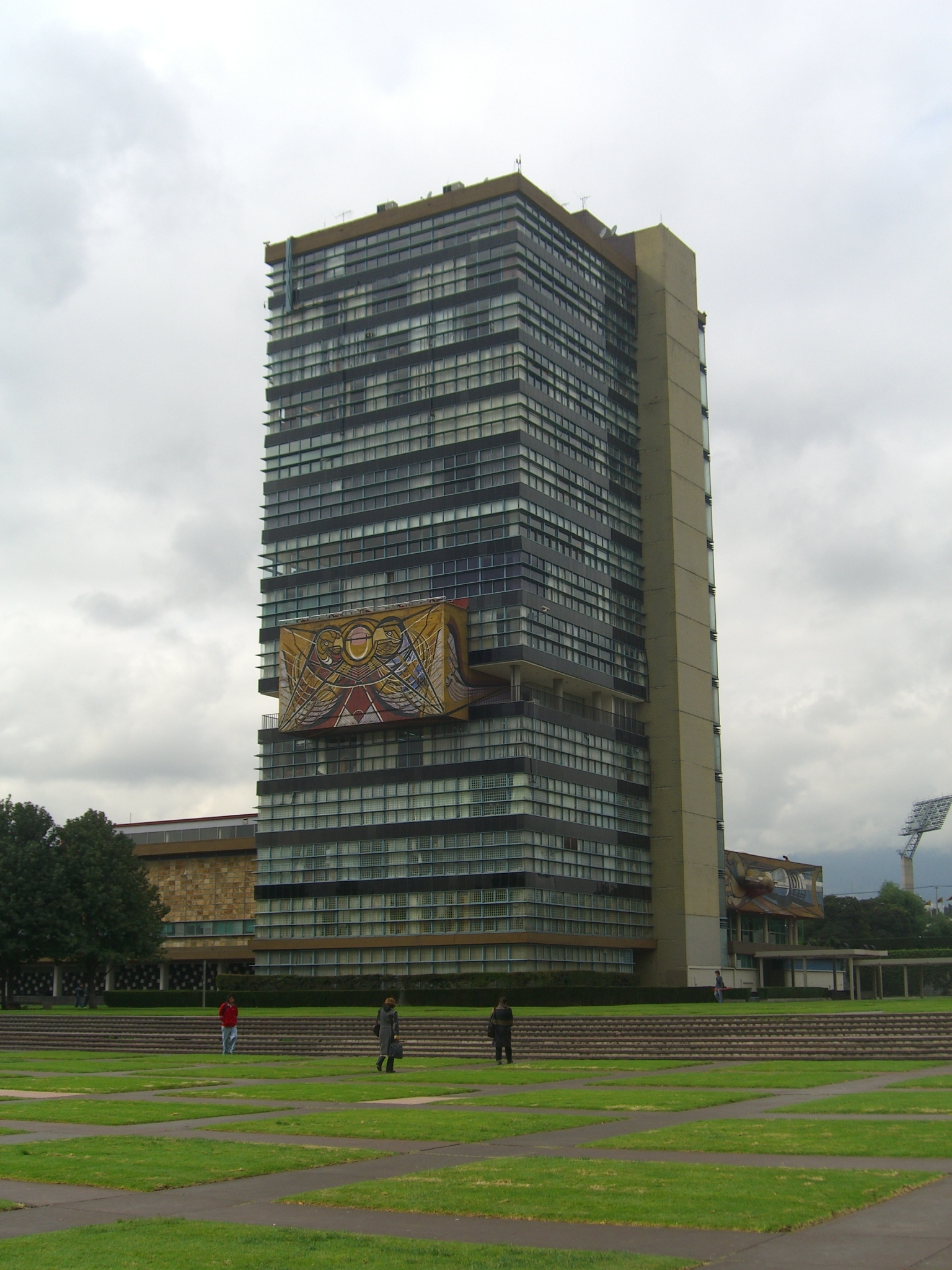
Torre de Rectoría della Città Universitaria dell'UNAM di Città del Messico, progettata dall'architetto Italo-messicano Mario Pani e dal 2007 iscritta dall'UNESCO nel Patrimonio culturale dell'Umanità.

Altre opere importanti di Pani - come urbanista - sono lo sviluppo del Progetto Generale della Città Universitaria dell'UNAM, le sue residenze per gli insegnanti e l'edificio per il rettore, tutto in collaborazione con l'architetto Enrique del Moral.
Durante molti anni fu socio dell'architetto Salvador Ortega.
Pani fondò la rivista "Arquitectura" la quale pubblicò le opere di architetti come Augusto H. Álvarez, Juan O'Gorman, Josè Villagrán García, Vladimir Kaspè, Matias Goeritz e Franco d'Ayala Valva.
La rivista venne pubblicata per più di quarant'anni con 119 numeri, esercitando una grande influenza sull'architettura messicana del XX secolo.
Pani fu anche il fondatore dell'Accademia Nazionale di Architettura in Messico nel 1978.
Nel 1985 fu nominato accademico onorario dell'Accademia delle Arti del Messico.